# 腺药珍珠菜
腺药珍珠菜（学名：Lysimachia stenosepala）为报春花科珍珠菜属的植物，为中国的特有植物。分布于中国大陆的湖南、湖北、浙江、四川、陕西、贵州等地，生长于海拔850米至2,500米的地区，多生长于溪边、山谷林缘及山坡草地湿润处，目前尚未由人工引种栽培。

## 异名
- Lysimachia stenosepala Hemsl. var. flavescens Chen et C. M. Hu